# Gabriel Chachi
Gabriel Arqué García (Sabadell, 2 de octubre de 1995 – 31 de mayo de 2021), más conocido como Gabriel Chachi o PuraDrogaSinCortar, fue un difusor del rap en castellano a través de YouTube, creador de contenido en Instagram, streamer en Twitch y presentador en el programa Hoy no se sale, emitido por Ubeat.